# Ngũ gia thất tông
Ngũ gia thất tông (zh. 五家七宗, ja. goke-shishishū) là năm nhà và bảy tông của Thiền tông Trung Quốc. Ngũ gia gồm có:
1. Quy Ngưỡng tông, do hai Thiền sư khai lập là Quy Sơn Linh Hựu (771-853) và môn đệ Ngưỡng Sơn Huệ Tịch Thiền sư (807-883 hoặc 813/814-890/891);
2. Lâm Tế tông, do Thiền sư Lâm Tế Nghĩa Huyền (?-866) khai sáng;
3. Tào Động tông, do hai Thiền sư khai sáng, đó là Động Sơn Lương Giới (807-869) và Tào Sơn Bản Tịch (840-901);
4. Vân Môn tông, được Thiền sư Vân Môn Văn Yển (864-949), môn đệ của Tuyết Phong Nghĩa Tồn thành lập;
5. Pháp Nhãn tông, do Thiền sư Pháp Nhãn Văn Ích (885-958) thành lập (trước đó tông này cũng được gọi là Huyền Sa tông, gọi theo tên của Thiền sư Huyền Sa Sư Bị, thầy của Thiền sư La-hán Quế Sâm, sư phụ của Đại Pháp Nhãn).

Nếu kể cả hai nhánh của Lâm Tế tông được thành lập sau Thiền sư Thạch Sương Sở Viên (Từ Minh) thì có tất cả là bảy tông:
1. Dương Kì phái, được Thiền sư Dương Kì Phương Hội (992-1049) thành lập;
2. Hoàng Long phái, được Thiền sư Hoàng Long Huệ Nam (1002-1069) sáng lập.